# Distrikt Santa Rosa (Chiclayo)
Der Distrikt Santa Rosa liegt in der Provinz Chiclayo in der Region Lambayeque im Nordwesten von Peru. Er wurde am 2. August 1920 gegründet. Der Distrikt hat eine Fläche von 13,6 km². Beim Zensus 2017 wurden 12.350 Einwohner gezählt. Im Jahr 1993 lag die Einwohnerzahl bei 8641, im Jahr 2007 bei 10.965. Sitz der Distriktverwaltung ist die Küstenstadt Santa Rosa mit 12.180 Einwohnern (Stand 2017). Der Distrikt ist annähernd deckungsgleich mit der Stadt.
Der Distrikt Santa Rosa befindet sich an der Pazifikküste in Nordwest-Peru 15 km südwestlich der Großstadt Chiclayo. Der Distrikt zählt zum Ballungsraum der Provinz- und Regionshauptstadt. Im Süden reicht der Distrikt bis an die Mündung des Río Chancay (Río Reque).
Der Distrikt Santa Rosa grenzt im Nordwesten an den Distrikt Pimentel, im Norden an den Distrikt La Victoria, im Osten an den Distrikt Monsefú sowie im Südosten an den Distrikt Eten.